# Imprimerie d'Extrême-Orient
L’Imprimerie d'Extrême-Orient est une imprimerie et maison d'édition existant à Hanoï, à la suite de l'imprimerie créée en 1885 par l'imprimeur éditeur François-Henri Schneider et son frère Ernest Hippolyte Schneider (dit Schneider l'aîné).
Cette imprimerie a repris les tâches de ses prédécesseurs, comme l'édition de la Revue indochinoise.
L'Imprimerie d'Extrême-Orient était une société au capital de 7 800 000 piastres et son siège était au 24 rue de France à Hanoï, d'autres sources donnant l'adresse 14 boulevard Bobillot (en fait le siège de la revue Pages indochinoises).
Depuis 2006, le bâtiment rénové abrite le siège de l'Institut français de Hanoï (« L'Espace »).
L'Imprimerie avait aussi un établissement à Saïgon, 1 rue Rudyard-Kipling.

## Extraits du catalogue
- La Chefferie du génie de Hué à ses origines. Lettres du Général Jullien (Annam, Tonkin, 1884-1886) Imprimerie d'Extrême-Orient, 1930
- Henry Daguerches, Le Paravent enchanté. Texte en vers d'une chinoiserie avec divertissement et machine, Imprimerie d'Extrême-Orient, 1930
- Herbert Wild / Jacques Deprat, Henri Mansuy, Étude géologique du Yun-Nan oriental, Imprimerie d'Extrême-Orient, 1912
- Louis Malleret, Arts de la famille chinoise, Hanoï, Imprimerie d'Extrême-Orient, 1938
- Jean Marquet, Le Livre d'Or des agents des douanes et régies d'Indochine mort au champ d'honneur, Imprimerie d'Extrême-Orient), 1913
- Eugène Pujarniscle, L'œuvre de la France en Indochine, Imprimerie d'Extrême-Orient, 1927
- Eugène Pujarniscle, La paix française, Imprimerie d'Extrême-Orient, 1927
- Eugène Pujarniscle, Morceaux choisis d'auteurs français à l'usage de l'enseignement primaire supérieur franco-indigène, Imprimerie d'Extrême-Orient, 1933
- René Crayssac, Sous les flamboyants, Poésies, Imprimerie d’Extrême-Orient, 1913
- Paul Munier, La Tragique aventure de Jean Salel, Imprimerie d’Extrême Orient, 1928
- Paul Munier, Les Discours d’un taciturne, Imprimerie d’Extrême Orient, 1929
- Paul Munier, La Légende de Bà-Dê, Imprimerie d’Extrême Orient, 1930
- George Cœdès, Pour mieux comprendre Angkor, Hanoi, Imprimerie d'Extrême-Orient, 1943
- George Cœdès, Histoire ancienne des États hindouisés d'Extrême-Orient, Hanoi, Imprimerie d'Extrême-Orient, 1944
- “Le Poste”, Capitaine Reveillou, Saïgon, Imprimerie d'Extrême-Orient, 1953

## Sources et liens externes
- Photo de l'imprimerie

1. ↑  « saigon.vietnam.free.fr/indochi… »(Archive.org • Wikiwix • Archive.is • Google • Que faire ?).
2. ↑  « Page 23 », sur livresbeaux.com via Wikiwix (consulté le 27 novembre 2023).